# 星乃あんな
星乃 あんな（ほしの あんな、2009年11月1日 - ）は、日本のモデル、女優。千葉県出身。エイジアプロモーション所属。

## 来歴
5歳のときにバレエを見に行った際にスカウトされ、モデルとしてデビュー。2017年から『ぷっちぐみ』の専属モデルとなり、『ニコ☆プチ』2020年2月号よりあんなとして同誌の専属モデルとなる。2021年4月号より芸名を現在のものに改名。
2020年『テセウスの船』で俳優としてもデビュー。2021年には『レンアイ漫画家』に出演した。
2023年には『王様戦隊キングオージャー』にコガネ役でレギュラー出演している。
『ニコ☆プチ』では7回にわたって表紙を飾り歴代3位タイとなったが、2023年6月号を以て卒業し、星名ハルハ、白水ひよりと共に「進級」のかたちで『nicola』の専属モデルとなった。

## 人物
特技はクラシックバレエとヒップホップで趣味は読書、アクセサリー作り、鉱物集め。

## 出演

### テレビドラマ
- テセウスの船（2020年、TBS） - 三島明音 役
- レンアイ漫画家（2021年4月8日 - 6月17日、フジテレビ） - 金條麻央 役
- 連続テレビ小説「ちむどんどん」 第2週（2022年4月、NHK総合） - 生徒 役
- 王様戦隊キングオージャー（2023年3月5日 - 2024年2月25日、テレビ朝日） - コガネ 役[8]
- 夜ドラ「柚木さんちの四兄弟。」第13 - 15・23話（2024年6月17 - 19日・7月3日、NHK総合） - 天原桜 役
- 僕達はまだその星の校則を知らない 第4話（2025年8月4日、関西テレビ・フジテレビ） - 樋口優菜 役[9]

### 映画
- ゴールド・ボーイ（2024年3月8日） - 上間夏月 役[10]
- この夏の星を見る（2025年7月4日） - 中井天音 役[11]

### CM
- 学校法人立志舎（2024年7月20日 - ）[12]